# Beveiliging en bewaking
Beveiliging en bewaking is het geheel van maatregelen om een te beveiligen doel te beschermen tegen schadelijke invloeden. Die invloeden kunnen van buitenaf komen, zoals terrorisme en georganiseerde criminaliteit, maar ook van binnenuit, bijvoorbeeld fraude en verduistering. Beveiliging is een manier om risico's te verminderen, beheersbaar te maken en de veiligheid te verhogen. Het beschermen van de belangen van een organisatie wordt ook wel Security Management genoemd. Hiertoe is een Nederlandstalige norm geschreven: Security Management Systeem Norm 2017.
Bewaken is een onderdeel van beveiligen. Het betekent het voortdurend in het oog houden van een persoon of object, dat in zijn geheel is te overzien. Het beveiligen vraagt dus meer kennis en inzicht dan iets bewaken.
Beveiligers en bewakers zijn toezichthouders die namens een particuliere of overheidsopdrachtgever toezien op de naleving van wetten en regels.

## Soorten beveiliging
Beveiliging is een ruim begrip en kan worden uitgesplitst in verschillende meer specifieke vormen van bescherming:
- evenementenbeveiliging
- informatiebeveiliging
- objectbeveiliging
- persoonsbeveiliging

## Functies in beveiliging
Binnen het vakgebied beveiliging kent men de volgende functies:
- evenementenbeveiliger
- havenbeveiliger
- horecaportier
- industriële beveiliger
- informatiebeveiliger
- lijfwacht
- luchthavenbeveiliger
- voetbalsteward
- winkelsurveillant (onder meer preventie en afhandeling winkeldiefstal, overlast en vernieling)

## Beveiligers
Beveiliging is in de regel een taak van gespecialiseerde organisaties en bedrijven:
- de politie, die verantwoordelijk is voor de openbare orde en veiligheid
- particuliere beveiligingsbedrijven
- horecabeveiligingsdiensten
- bedrijfsbeveiligingsdiensten (eigen beveiligingsorganisatie van een bedrijf)
- particuliere alarmcentrales (PAC)
- particulier geld- en waardetransportbedrijven
- particuliere recherchebureaus

Op internationaal vlak werkt het International Foundation for Protection Officers sinds 1988 aan een internationaal certificatieprogramma om de beveiligingsprofessie te professionaliseren op nationaal, Europees en mondiaal niveau.

## Elektronische beveiliging
Bij beveiliging worden veelal elektronische hulpmiddelen ingezet, zoals een bewakingscamera. Verder vindt toegangscontrole vaak plaats met een pasje dat geautomatiseerd wordt gecontroleerd bij een poortje.

## Nederlandse situatie

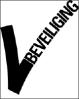
Het beveiligingslogo

### Wetten
De particuliere beveiligingsbedrijven vallen sinds 11 september 1936 onder de (in 1999 sterk ingekrompen) Wet op de weerkorpsen en sinds 24 oktober 1997 onder de nieuwe Wet Particuliere Beveiligingsorganisaties en Recherchebureaus (WPBR) en de Regeling particuliere beveiligingsorganisaties en recherchebureaus. De WPBR bevat regels voor:
- particuliere beveiligingsbedrijven
- particuliere alarmcentrales
- bedrijfsbeveiligingsdiensten
- particuliere geld- en waardetransportbedrijven
- recherchebureaus
- bestuursorganen (onder andere gemeenten, provincies en rijksoverheid)

Met ingang van 1 december 1992 was de Wet op de weerkorpsen hernoemd tot Wet op de weerkorpsen en de particuliere beveiligingsorganisaties met toevoeging van desbetreffende bepalingen. Bij de invoering van de huidige bovengenoemde wet kwamen die bepalingen weer te vervallen en werd de oude wet weer hernoemd tot Wet op de weerkorpsen. De oude bepalingen waren om meerdere redenen aan vervanging toe. Zo was de tekst ervan tamelijk verouderd en niet langer van toepassing op de (op dat moment) actuele situatie. De combinatie met "weerkorpsen" deed de naam voor velen te veel denken aan de SS. Reden voor het instellen voor het verbod voor een weerkorps lag in het ontstaan van de NSB in Nederland. Het was dus zonder toestemming van de overheid niet toegestaan om een eenheid op te richten die orde en rust ging handhaven. Vandaag de dag moet er nog steeds toestemming komen van de overheid om een buurtpreventieteam, een beveiligingsbedrijf, een burgerwacht of een ordedienst op te richten.
Met de invoering van de WPBR wil de overheid regelen dat de particuliere veiligheidszorg bekwaam en betrouwbaar is. Daarom zijn er in deze wet een aantal voorwaarden opgenomen wanneer een beveiligingsorganisatie in stand gehouden mag worden en wanneer iemand beveiligingswerkzaamheden mag verrichten. 
De werkzaamheden moeten voor aanvang in een gemeenten aangemeld en bekend zijn bij de korpschef van politie. De korpschef van politie heeft zijn taken als bestuursorgaan ondergebracht bij de afdeling Korpscheftaken. Iedere regio-eenheid van politie heeft een afdeling Korpscheftaken. Op luchthavens alwaar de politietaak door de Marechaussee uitgevoerd wordt, heeft de Commandant van de Marechaussee de functie als bestuursorgaan. Zowel de leidinggevende van de organisatie als het personeel (zowel beveiligers als niet-beveiligers) dienen gescreend te worden op bekwaamheid en betrouwbaarheid om een toestemming te krijgen van het bestuursorgaan om tewerkgesteld te mogen worden.
De WPBR regelt verder nog zaken als:
- verbod op nevenfuncties voor opsporingsambtenaren in de particuliere beveiliging (ontheffing is individuele situaties mogelijk)
- beleidsregels voor bestuursorganen
- opleidingseisen
- klachtenregeling
- certificaten voor alarmcentrales
- privacygedragscode particuliere onderzoeksbureaus
- verbod op handboeien

Een misverstand is dat de WPBR alleen voor commerciële beveiligingsbedrijven zou gelden. De WPBR geldt echter voor iedere vorm van een organisatie. Vrijwilligheid of eenmaligheid maken niet uit.
Nog een misverstand is dat de WPBR niet van toepassing zou zijn op personen die zichzelf geen beveiliger noemen, geen V-embleem dragen of beveiligingsdiploma hebben. De WPBR gaat uit van de werkzaamheden die iemand uitvoert en stelt vervolgens eisen aan deze persoon als dit beveiligingswerkzaamheden zijn. 
Voorbeelden van beveiligingswerkzaamheden:
- toezichthouder op een evenement
- gastheer die toezichthoudende en/of controlerende taken heeft m.b.t. huisregels, orde en/of veiligheid
- ordebewaarder bij een manifestatie (al dan niet uit eigen gelederen)

### Opleidings- en functieniveaus
De particuliere beveiliging in Nederland kent ook globaal enkele opleidings- en functieniveaus (van hoog naar laag):
- Integraal Veiligheidskundige/Security Manager (grijs legitimatiebewijs)
- Coördinator Beveiliging/Supervisor (grijs legitimatiebewijs)
- Beveiliger 2 (grijs legitimatiebewijs)
- Event Security Officer (afgekort: ESO) (blauw legitimatiebewijs, oranje legitimatiebewijs voor voetbalstewards)
- Aspirant Beveiliger (groen legitimatiebewijs)

Een security manager en een coördinator beveiliging zijn leidinggevenden van de beveiliging. Zij dienen, naast hun primaire diploma, eveneens in het bezit te zijn van een diploma beveiliger 2. Zij zijn tevens belast met het controleren en visiteren van de ondergeschikte beveiligingsbeambten. De functies van planner en centralist zijn doorgaans bij de meeste beveiligingsorganisaties equivalent aan de coördinator. Een beveiliger 2 is een allround beveiliger die beveiligingswerkzaamheden mag verrichten op alle werkterreinen van de beveiliging. Een Event Security Officer is meestal in dienst van een beveiligingsorganisatie met een beperkt werkterrein zoals evenementen, horeca en voetbal-aangelegenheden. Een aspirant beveiliger is een niet-gediplomeerd beveiligingsbeambte, die in opleiding is voor de BBL versie beveiliger 2 en loopt een interne of externe stage bij een erkend leerbedrijf.

## Belgische situatie
In België zijn private bewakingsactiviteiten gereglementeerd door de wet van 2 oktober 2017 tot regeling van de private en bijzondere veiligheid.

## Beveiliging binnen religieuze denominaties
Al enkele eeuwen beschikken sommige religieuze denominaties over eigen wachters en beveiligers zoals; de Kerkbaljuw of suisse en kerkwacht in een Rooms-Katholieke Kerk en de shamash of gabbai in een synagoge. Deze wachters en beveiligers vallen binnen de jurisdictie van de betreffende denominatie en daarmee ook binnen het geldende recht. Enkele van deze functionarissen waren voor de ontkerkelijking in de jaren 1960 in loondienst van een parochie of een religieuze/kerkelijke gemeente. Sindsdien is het een taak voor vrijwilligers. Het bewaken van kerken en kerkelijke grondgebieden gebeurde al in de middeleeuwen. De vroegste vermelding is die van de kerkbaljuws (Cathedral Constables) van de York Minster Cathedral, in Engeland uit 1285. Ze zijn vanaf 1534 onderdeel van de Anglicaanse Kerk en uitgegroeid tot een kathedraalpolitie.